# الجواهين
قرية الجواهين هي إحدى القرى التابعة لمركز جرجا بمحافظة سوهاج في جمهورية مصر العربية. حسب إحصاءات سنة 2006، بلغ إجمالي السكان في الجواهين 3785 نسمة، منهم 1962 رجل و1823 امرأة.